# اچ‌دی ۳۸۵۲۹ بی
اچ‌دی ۳۸۵۲۹ بی (انگلیسی: HD 38529 b) یک سیاره فراخورشیدی است که تقریباً ۱۳۸ سال نوری از زمین فاصله دارد و در صورت فلکی شکارچی قرار دارد. این سیاره در سال ۲۰۰۰ میلادی کشف شد. به دلیل جرم آن، احتمالاً یک غول گازی است.